# 欧洲E90公路
欧洲E90公路（E90）是欧洲的一条东西向的国际公路，由几段公路组成，起点为葡萄牙里斯本，经过西班牙、意大利西西里岛、希腊，终点为土耳其-伊拉克边境。

## 沿途风景

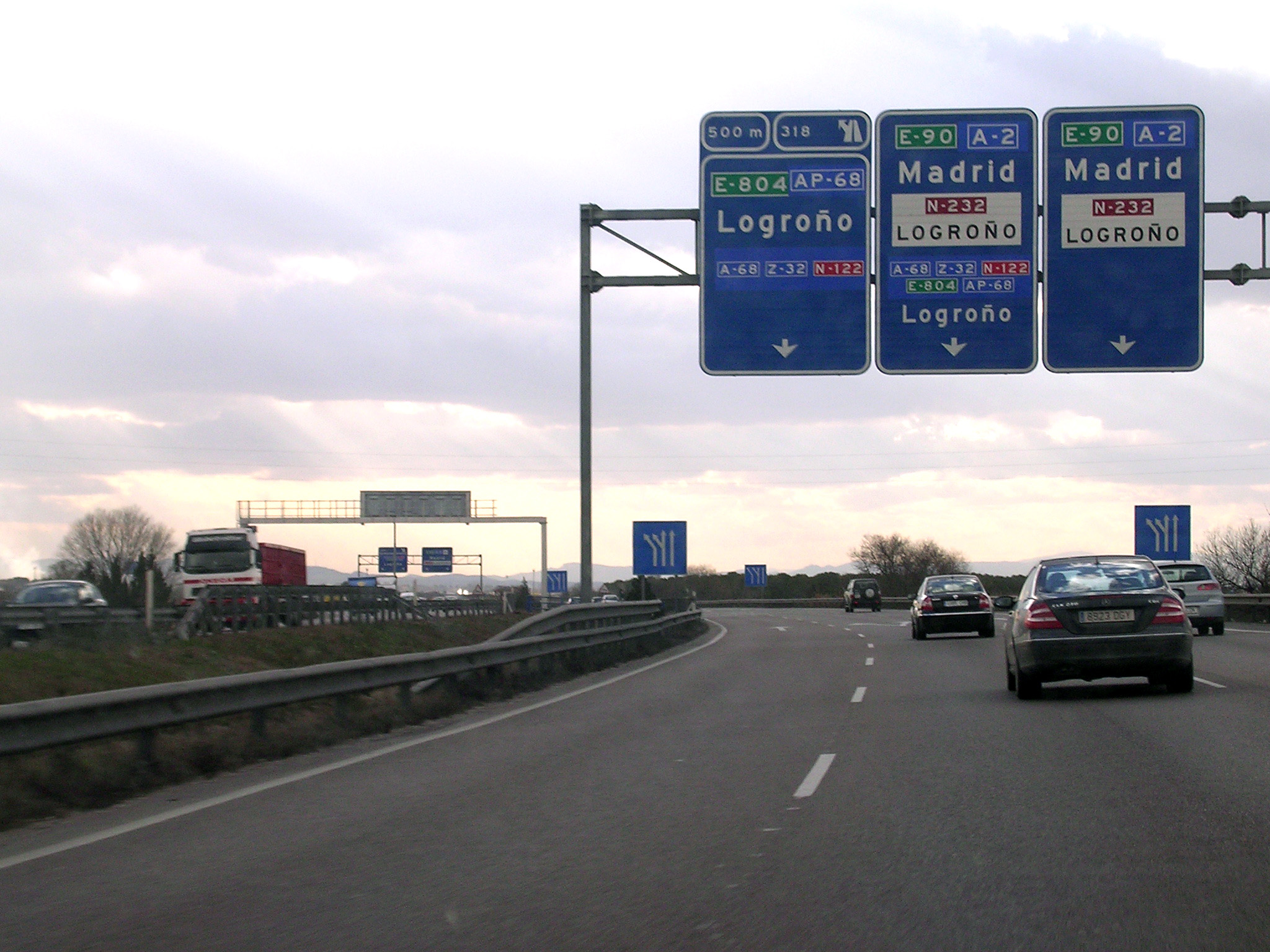
西班牙萨拉戈萨附近的E90
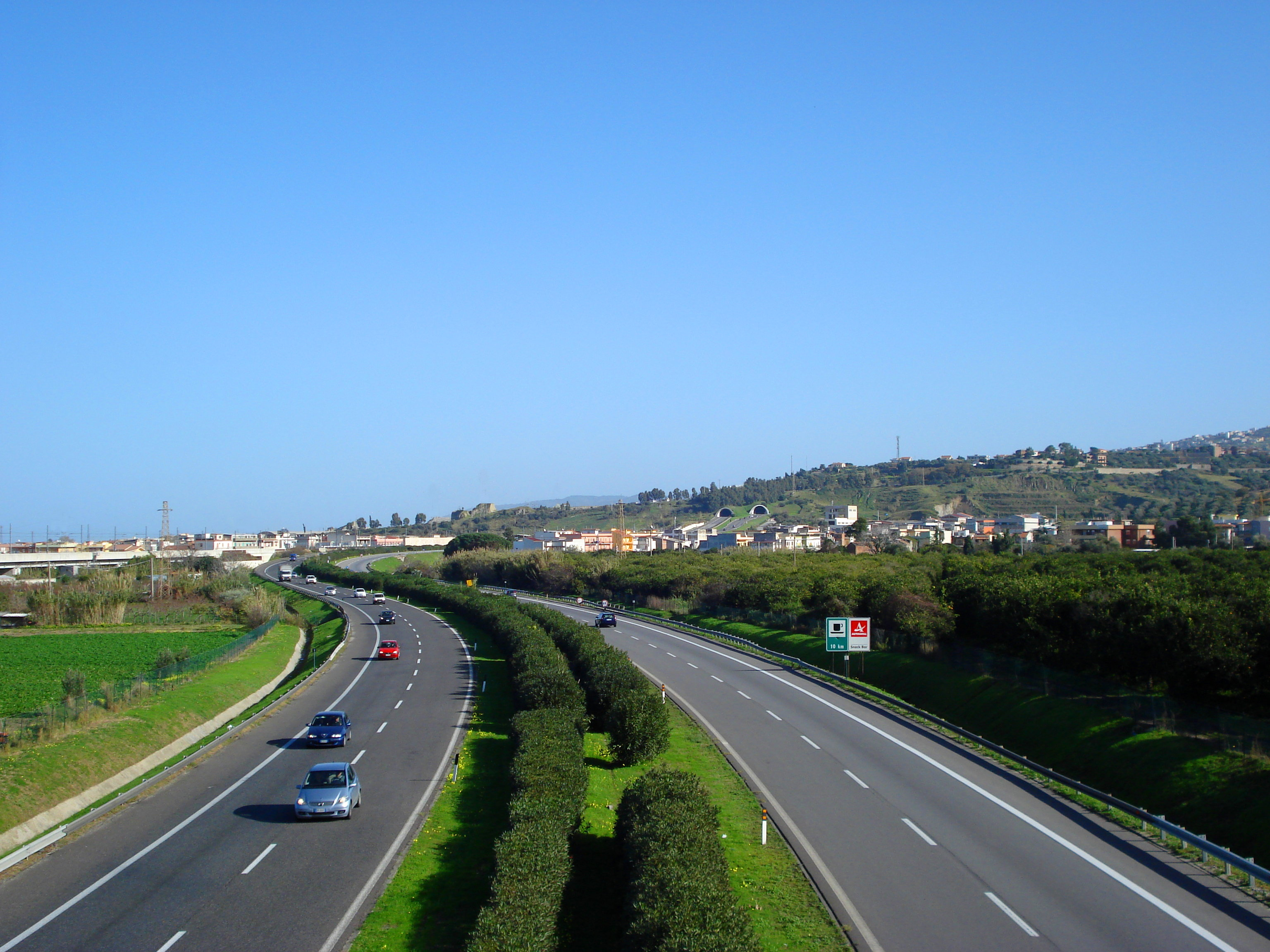
意大利托雷格罗塔附近的E90
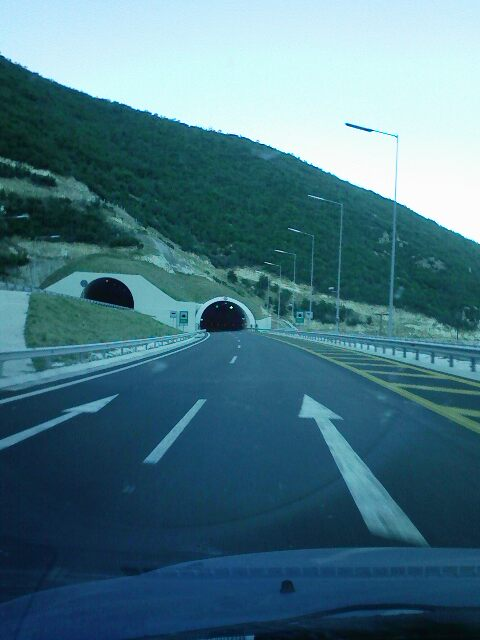
希腊韦里亚附近的E90